# Judge and Jury
Judge and Jury (Verdugo de las tinieblas en Argentina y Juez y jurado en España) es una película estadounidense de acción, terror y suspenso de 1996, dirigida por John Eyres, que a su vez la escribió junto a John Cianetti y Amanda I. Kirpaul, musicalizada por Jay Flood, en la fotografía estuvo Robert Paone y los protagonistas son David Keith, Martin Kove y Thomas Ian Nicholas, entre otros. El filme fue producido por EGM Film International, Millennium Films y Mondofin B.V.; se estrenó el 7 de noviembre de 1996.

## Sinopsis
Un homicida que murió en la silla eléctrica vuelve de la muerte, su objetivo es hacer un ajuste de cuentas con las autoridades que lo capturaron.